# Théâtre des Champs-Élysées
Théâtre des Champs-Élysées (česky Divadlo na Champs-Élysées) je divadlo a koncertní sál v Paříži. Sídlí v 8. obvodu na Avenue Montaigne č. 15. Největší ze tří sálů má kapacitu 1905 diváků. Divadlo bylo otevřeno v roce 1913 a jeho architektem je Auguste Perret (1874-1954). Vlastníkem divadla je státní bankovní instituce Caisse des dépôts et consignations.

## Historie
Divadlo bylo slavnostně otevřeno 3. dubna 1913. V roce 1923 vznikl z Galerie Montaigne další divadelní sál Studio des Champs-Élysées. V červenci 1926 byl v sále Comédie des Champs-Élysées promítán první animovaný film ve Francii. Jednalo se o německý film Dobrodružství prince Ahmeda.

## Architektura
Budova byla postavena s prvky stylu art deco. Obsahuje tři sály a restauraci v nejvyšším patře. Konstrukce byla původně zamýšlená ze železa, ale architekt rozhodl o použití betonu, proti čemuž se ohradil stavitel. Kompromisem bylo obložení betonu bílým mramorem s basreliéfy a pouze čtyři skupiny vnitřních sloupů byly ponechány viditelné. Fasáda je zařazena mezi historické památky.

## Dnešní využití
Budova má tři sály. Největší s 1905 místy je určen k operním představením a koncertům, Comédie des Champs-Élysées a Studio des Champs-Élysées jsou určeny divadlu.
Théâtre des Champs-Élysées patří vedle koncertních sálů Salle Pleyel, Cité de la musique a Salle Gaveau k významným zprostředkovatelům klasické hudby v Paříži. Sídlí zde Francouzský národní orchestr. Koncertují zde tělesa jako Vídeňští filharmonikové, Mnichovská filharmonie, Newyorská filharmonie, Symfonický orchestr Bavorského rozhlasu, Královský orchestr Concertgebouw i Pražská komorní filharmonie.